# Kevin Williamson
Kevin Meade Williamson (* 14. března 1965 New Bern, Severní Karolína) je americký scenárista, režisér, producent a herec.

## Život
Vystudoval divadelnictví na East Carolina University. Začínal jako herec, v roce 1990 získal v New Yorku roli v mýdlové opeře Another World. Po přestěhování do Los Angeles se následující rok začal objevovat v menších rolích ve skečovém pořadu In Living Color, hrál ve filmech Špinavé prachy a Zuřící řeka, představil se také v hudebních videoklipech. V Los Angeles začal studoval scenáristiku a v polovině 90. let se přeorientoval na tvorbu scénářů. Je autorem scénářů například pro filmy Vřískot (1996) a Tajemství loňského léta (1997), v roce 1999 režisérsky debutoval snímkem  Pomsta, který také napsal. Ve druhé polovině 90. let 20. století se začal věnovat rovněž tvorbě televizních seriálů, jako první vytvořil v roce 1998 seriál Dawsonův svět.
Je gay.

## Filmografie

### Režie
- 1999 – Pomsta
- 2026 – Scream 7

### Scénář
- 1996 – Vřískot
- 1997 – Tajemství loňského léta
- 1997 – Vřískot 2
- 1998 – Fakulta
- 1999 – Pomsta
- 2005 – Prokletí
- 2011 – Vřískot 4
- 2022 – Karanténa smrti

### Tvůrce seriálů
- Dawsonův svět (1998–2003)
- Wasteland (1999)
- Glory Days (2002)
- Hidden Palms (2007)
- Upíří deníky (2009–2017)
- Stoupenci zla (2013–2015)
- Stalker (2014–2015)
- Time After Time (2017)
- Nepohádky (2018–2020)